# 2. ŽNL Zadarska 2020./21.
Ovaj članak je podtema članka: 5. rang HNL-a 2020./21.

2. ŽNL Zadarska u sezoni 2020./21. predstavlja drugi stupanj županijske lige u Zadarskoj županiji, te ligu petog stupnja hrvatskog nogometnog prvenstva. U natjecanju sudjeluje sedam klubova koji igraju trokružnu ligu (21 kolo). 

Prvak je postao klub "Abeceda sporta" iz Murvice u svojoj prvoj seniorskoj natjecateljskoj sezoni. 

## Sustav natjecanja
Sedam klubova igra trokružnu ligu (21 kolo, 18 utakmica po klubu). 

## Sudionici
- Abeceda sporta – Murvica, Poličnik
- Galovac – Galovac
- NOŠK – Novigrad
- Podgradina – Podgradina, Posedarje
- Sveti Mihovil – Sutomišćica, Preko
- Velebit – Gračac
- Zrmanja – Obrovac

## Ljestvica
| Poz. | Momčad             | U  | P  | N | I  | G+ | G– | G+/– | Bod. | Nastavak natjecanja ili ispadanje |
| ---- | ------------------ | -- | -- | - | -- | -- | -- | ---- | ---- | --------------------------------- |
| 1.   | Abeceda sporta (P) | 18 | 11 | 3 | 4  | 57 | 34 | +23  | 36   | 1. ŽNL                            |
| 2.   | Sveti Mihovil      | 18 | 9  | 4 | 5  | 52 | 34 | +18  | 31   | 1. ŽNL                            |
| 3.   | Galovac            | 18 | 9  | 2 | 7  | 33 | 27 | +6   | 28   |                                   |
| 4.   | Podgradina         | 18 | 8  | 2 | 8  | 35 | 30 | +5   | 26   |                                   |
| 5.   | Velebit Gračac     | 18 | 6  | 5 | 7  | 25 | 32 | −7   | 23   |                                   |
| 6.   | NOŠK Novigrad      | 18 | 6  | 3 | 9  | 24 | 28 | −4   | 21   |                                   |
| 7.   | Zrmanja            | 18 | 3  | 3 | 12 | 15 | 56 | −41  | 11   |                                   |

1. ↑  1 bod oduzet od saveza.
2. ↑  1 bod oduzet od saveza.

## Rezultatska križaljka
Ažurirano: 14. kolovoza 2021. 
| kratica | klub                      | ABES     | GAL      | NOŠK     | POD      | SVM      | VEL      | ZRM       |
| --- | ------------------------- | -------- | -------- | -------- | -------- | -------- | -------- | --------- |
| ABES | Abeceda sporta Murvica    |          | 3:2      | 1:2      | 3:2, 3:2 | 1:2, 9:4 | 8:2      | 5:1       |
| GAL | Galovac                   | 3:1, 2:2 |          | 2:0, 3:2 | 0:1, 3:1 | 1:0      | 3:0      | 3:0       |
| NOŠK | NOŠK Novigrad             | 1:1, 1:4 | 3:1      |          | 1:0, 4:1 | 1:0, 0:2 | 1:0      | 2:3       |
| POD | Podgradina                | 3:4      | 0:2      | 2:1      |          | 2:0, 3:2 | 2:0, 1:2 | 4:0, 3:1  |
| SVM | Sveti Mihovil Sutomiščica | 4:1      | 4:4, 3:0 | 3:2      | 2:2      |          | 5:4, 4:1 | 5:0, 10:1 |
| VEL | Velebit Gračac            | 0:0, 3:4 | 3:1, 2:0 | 0:0, 2:1 | 1:1      | 0:0      |          | 3:0, 1:1  |
| ZRM | Zrmanja Obrovac           | 0:3, 0:4 | 2:0, 0:3 | 1:1, 2:1 | 1:5      | 2:2      | 0:1      |           |
| |                           |          |          |          |          |          |          |           |
| podebljan rezultat - utakmice od 1. do 7., te od 15. do 21. kola (1. i 3. utakmica između klubova) rezultat normalne debljine - utakmice od 8. do 14. kola (2. utakmica između klubova) rezultat nakošen - nije vidljiv redoslijed odigravanja međusobnih utakmica iz dostupnih izvora rezultat nakošen i smanjen * - iz dostupnih izvora nije uočljiv domaćin susreta prekrižen rezultat - poništena ili brisana utakmica p - utakmica prekinuta 3:0 p.f. / 0:3 p.f. - rezultat 3:0 bez borbe n.i. - nije igrano |                           |          |          |          |          |          |          |           |

 Izvori: 

## Najbolji strijelci
Izvori:
Strijelci 10 i više pogodaka: 
| 18 golova - Stipe Vujević (Abeceda msporta) 11 golova - Branimir Smokrović (Galovac) 10 golova - Danijel Toman (NOŠK Novigrad) - Frane Vidov (Sveti Mihovil) |

 Ažurirano: 14. kolovoza 2021. 

## Vanjske poveznice
- Nogometni savez Zadarske županije